# Pindsvineknop-familien
Pindsvineknop-familien (Sparganiaceae) er ifølge APG III nedlagt, og slægterne er underlagt Dunhammer-familien.